# 2611 Бойс
2611 Бойс (2611 Boyce) — астероїд головного поясу, відкритий 7 листопада 1978 року.
Тіссеранів параметр щодо Юпітера — 3,236.